# 罗伊·埃夫廷-布卢姆
罗伊·埃夫廷-布卢姆（荷蘭語：Roy Eefting-Bloem，1989年9月4日—），荷兰男子自行车运动员，2019年世界场地自行车锦标赛男子捕捉赛银牌得主、2020年世界场地自行车锦标赛男子记分赛铜牌得主、2022年世界场地自行车锦标赛男子捕捉赛铜牌得主。